# Czerwone Brygady

Flaga używana przez ugrupowanie

Czerwone Brygady (wł. Brigate Rosse, BR) – skrajnie lewicowa włoska organizacja terrorystyczna.

## Geneza

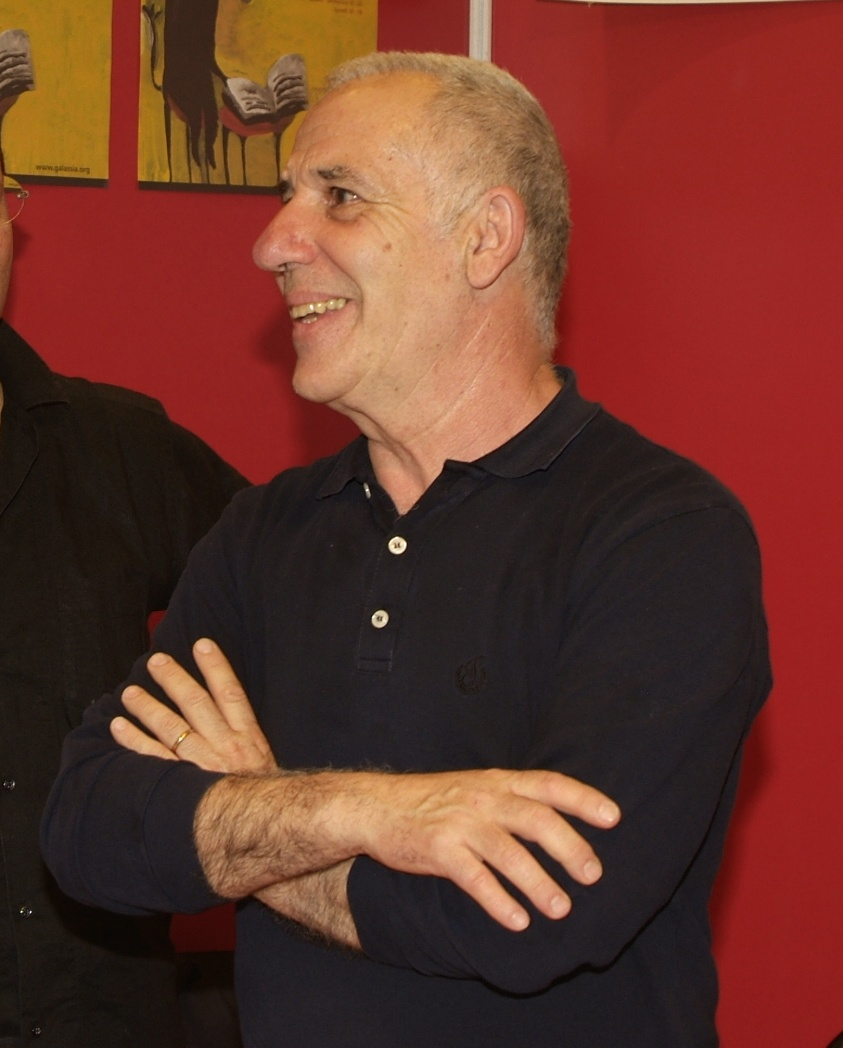
Renato Curcio w 2008 roku

Powstały na fali studenckich protestów z końca lat 60. Jej twórcami byli student Renato Curcio i jego żona Margherita Cagol. Mieszkająca w Mediolanie para była aktywistami skrajnie lewicowego Miejskiego Kolektywu Politycznego.
Małżeństwo skłoniło się ku walce zbrojnej po fali przemocy politycznej, jaka w latach 60. przetoczyła się przez kraj. Autorami najbardziej krwawych aktów terroru byli neofaszyści, których działalność była często lekceważona przez władze: po zamachu bombowym na Piazza Fontana w Mediolanie służby wzięły się za aktywistów lewicowych, pomimo że sprawcami zamachu byli sympatycy skrajnej prawicy. Jednym z pierwszych zatrzymanych działaczy był anarchista Pino Pinneli. Trzy dni po aresztowaniu wyskoczył on z okna aresztu i zginął, sympatycy radykalnej lewicy uznali, że Pinneli został tak naprawdę zamordowany przez policjantów. Na radykalizację Curcio wpłynęły też wydarzenia z miejscowości Avola, w której spędzał wakacje – działacz był świadkiem demonstracji robotniczej, w trakcie której policjanci zastrzelili dwóch protestujących.

## Historia
Na początku 1970 roku utworzona została organizacja Lewica Proletariacka (Sinistra Proletaria), która od kwietnia zaczęła tworzyć bojówki nazwane Czerwonymi Brygadami. Początkowo celem ataków Czerwonych Brygad były wielkie zakłady przemysłowe. Atakując wielki przemysł, bojówkarze chcieli zastraszyć kapitalistów oraz ożywić konflikt między robotnikami a ich pracodawcami. Pierwsze akcje Brygad polegały na podkładaniu ładunków wybuchowych w budynkach fabryk. Porywano też członków dyrekcji fabryk, jednak po przesłuchaniu ich przez „trybunał ludowy” zawsze wypuszczano ich na wolność. W lutym 1973 roku na kilka godzin porwano aktywistę nacjonalistycznych związków zawodowych CISNAL Brunona Labate. Aktywiści ogolili mu głowę, rozebrali i przykuli do bramy fabryki Fiata. Na szyi związkowca zawieszona została tabliczka informująca, że jest on zdrajcą sprawy robotniczej. Bojówkarze w podobny sposób ośmieszali innych działaczy związków i członków zarządu większych fabryk.
W 1974 roku grupa zmieniła taktykę i uległa dalszej radykalizacji. W kwietniu 1974 roku porwany został sędzia Maria Sossi, tym samym grupa ogłosiła, że jej celem stali się odtąd funkcjonariusze państwa włoskiego. Sossi został zwolniony z niewoli terrorystów po 35 dniach. Porwanie było dla Brygad dużym sukcesem propagandowym, niemniej jednak policja przeprowadziła wzmożone akcje przeciwko ekstremistom. Służby odkryły wiele kryjówek oraz składów broni i amunicji należących do Brygad.
17 czerwca 1974 roku podczas ataku na siedzibę neofaszystowskiej partii Włoski Ruch Społeczny w Padwie, Czerwone Brygady zabiły dwóch neofaszystów. Były to pierwsze zabójstwa, jakich dopuściła się formacja. Czerwone Brygady w oświadczeniu stwierdziły, że ofiary śmiertelne były przypadkowe, co nie znaczy, że były niewinne.
Jesienią 1974 roku służby ujęły Renata Curcio. Terrorysta został uwolniony kilka miesięcy później przez komando dowodzone przez Margheritę Cagol.
W 1975 roku w więzieniach przebywało niemal całe kierownictwo Brygad i prawie 100 osób oskarżonych o członkostwo w formacji.
5 czerwca 1975 roku Margherita Cagol zginęła w strzelaninie z karabinierami, którzy próbowali uwolnić porwanego przez nią przedsiębiorcę. Czerwone Brygady uznały, że na Cagol wykonano wyrok.
18 lutego 1976 roku Curcio został ponownie aresztowany. Na czele organizacji stanęli reprezentanci „twardej” linii pod wodzą Mario Morettiego.
16 listopada 1977 roku terroryści zastrzelili Carlo Casalegno, dziennikarza pracującego dla pisma La Stampa.

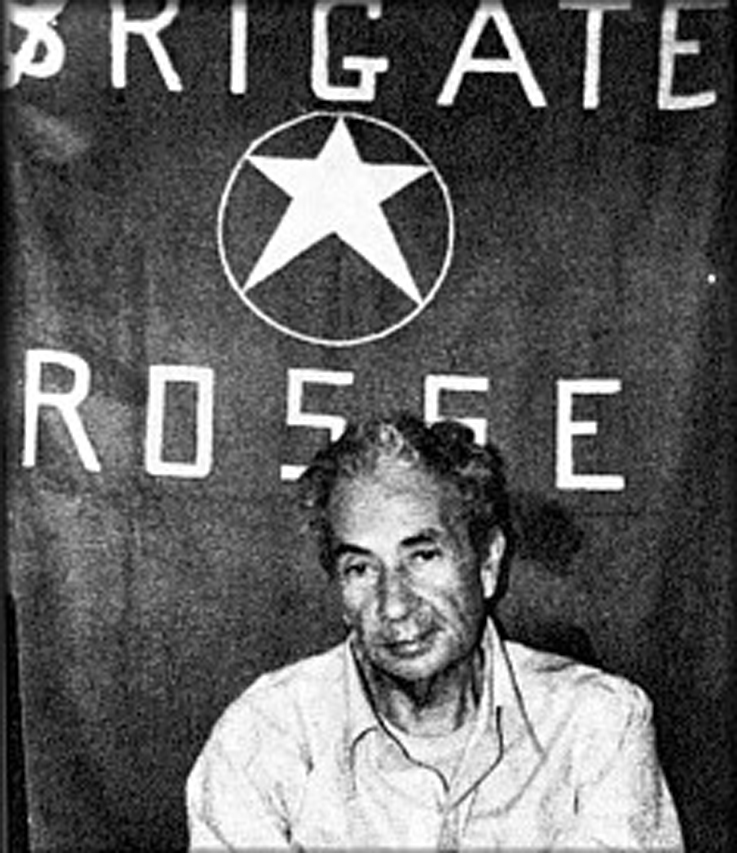
Aldo Moro w niewoli Czerwonych Brygad

16 marca 1978 roku przeprowadziły swoją najsłynniejszą akcję jaką było porwanie Alda Moro. Samochód, w którym jechał polityk został zatrzymany przez oddział ekstremistów. Wywiązała się strzelanina, w której trakcie zginęło pięciu ochroniarzy polityka. Polityk został zamordowany 9 maja 1978 roku, a jego ciało wyrzucono w centrum Rzymu.
Niebawem w Czerwonych Brygadach doszło do rozłamu na „ortodoksów” i zwolenników „zbrojnego reformizmu”, co osłabia organizację. Dziełem „ortodoksów” było m.in. zabójstwo komunistycznego związkowca Guido Rossa, które przyczyniło się do kompromitacji BR wśród robotników.
W lutym 1980 roku aresztowany został dowódca kolumny turyńskiej BR Patrizio Peci, jego zeznania pozwoliły na rozbicie kierownictwa Brygad (w kwietniu 1981 roku schwytany został Moretti). Około 1981 roku rozpadła się. Ostatnią wielką akcją Czerwonych Brygad było porwanie amerykańskiego generała Jamesa L. Doziera w grudniu 1981 roku, który jednak w styczniu 1982 roku został odbity przez włoską policję.
Dotychczasowi członkowie założyli nowe formacje, z których największą były Czerwone Brygady – Walcząca Partia Komunistyczna (BR-PCC). Mniejszymi organizacjami były Czerwone Brygady – Partia Partyzancka (BR-PG), Czerwone Brygady – Kolumna Walter Alasia (BR-WA) i Czerwone Brygady – Unia Bojowników Komunistycznych (BR-UCC).
W latach 1999–2003 działały Nowe Czerwone Brygady. Pomiędzy oryginalną formacją a Nowymi Czerwonymi Brygadami nie występowała ciągłość struktur. Ponadto członkowie pierwszej generacji Czerwonych Brygad dystansowali się od działalności ich naśladowców.

## Relacje z innymi grupami terrorystycznymi
Czerwone Brygady współpracowały z zagranicznymi grupami terrorystycznymi. Wśród nich znajdowały się niemiecka Frakcja Czerwonej Armii, hiszpańskie Grupy Oporu Antyfaszystowskiego 1 Października, baskijska ETA oraz prawdopodobnie francuska Akcja Bezpośrednia.
Na arenie krajowej wchłonęły mniejsze organizacje: Grupy Akcji Partyzanckiej i Zbrojne Jednostki Proletariatu. W lewicowym ruchu terrorystycznym rywalizowały z ugrupowaniem Pierwsza Linia.

## Struktury i liczebność
Były zbudowane hierarchicznie. Najniżej znajdowały się brygady liczące 2–5 członków. Istniały brygady odpowiedzialne za między innymi logistykę, sporządzanie fałszywych dokumentów, organizowanie broni, zakonspirowanych mieszkań czy samochodów oraz odpowiedzialne za zamachy. Brygady polityczne zajmowały się zbieraniem informacji o politykach, brygady obronne natomiast szukały informacji o służbach, wymiarze sprawiedliwości oraz więziennictwie. Wyżej niż brygady znajdowały się kolumny, które grupowały kilka brygad z tego samego regionu. W 1980 roku istniało pięć kolumn, każdą z nich kierował jeden dowódca. Przywódcy kolumn decydowali o podejmowaniu zamachów terrorystycznych o znaczeniu regionalnym. Niekiedy kolumny łączyły się we fronty.
Na czele całej formacji stał Komitet Wykonawczy i Kierownictwo Strategiczne. Komitet Wykonawczy zajmował się sprawami politycznymi, Kierownictwo Strategiczne natomiast wojskowymi. Członkowie Komitetu wchodzili jednocześnie do Kierownictwa Strategicznego.
Formacja składała się z regularnych członków i współpracowników. Ich liczba kształtowała się w następujący sposób:
- 1970: 50 członków

- 1979: 1000 członków i 2000 współpracowników

- 1983: 100 członków i 200 współpracowników

## Wsparcie zagraniczne
Byli członkowie Czerwonych Brygad donieśli władzom, że kupowali broń od Ludowego Frontu Wyzwolenia Palestyny. Pośrednikiem w transakcjach miała być Libia. Transakcje trwały od 1978 roku. Według włoskiego rządu w pobliżu Bengazi znajdować się miał obóz, gdzie szkolono lewicowych terrorystów. Czerwone Brygady zaprzeczały doniesieniom, twierdząc, że tworzyły własne obozy szkoleniowe w opuszczonych kopalniach na terenie Włoch.
Także według Barry’ego Rubina bojownicy przechodzili szkolenia na Bliskim Wschodzie. Wśród ich trenerów mieli być rzekomo północnokoreańscy wojskowi.
Istnieją sporne poszlaki mówiące o tym, że Czerwone Brygady otrzymywały wsparcie finansowe z Jugosławii, Czechosłowacji i Bułgarii. Sami członkowie grupy zaprzeczali tym oskarżeniom. Według członków Czerwonych Brygad w ugrupowaniu zabronione było kontaktowanie się z przedstawicielami państw bloku wschodniego.
Wiadomo, że liderzy grupy Renato Curcio i Margherita Cagol odwiedzili Kubę. Nie wiadomo jednak jaki był charakter wizyt.

## Ideologia
Oficjalnie wyznawała poglądy marksistowsko-leninowskie i maoistowskie. Celem formacji było wprowadzenie we Włoszech ustroju komunistycznego opartego na dyktaturze proletariatu i wycofanie kraju z członkostwa w NATO. Jej działacze za jedyną metodę obrali walkę zbrojną. W myśl koncepcji Czerwonych Brygad „imperialistyczne państwo spółek wielonarodowych” (włoski skrót SIM), czyli współczesny kapitalizm ma charakter kryptofaszystowski. Faszyzacji państwa musi przeciwstawić się „proletariacki ruch ofensywnego oporu” (włoski skrót MPRO). W tym celu komunistyczna „partia zbrojna” (partito armato) ma doprowadzić do „militaryzacji walki klasowej”, czyli rozwiązywania sporów ekonomicznych w fabrykach przemocą. Proklamacja BR po porwaniu Sossiego głosiła: „wkraczamy w nową fazę wojny klasowej, fazę, w której głównym zadaniem sił rewolucyjnych jest wyrwać z okrążenia walczący proletariat, rozszerzając i przenosząc ruch oporu i zbrojną inicjatywę ku żywotnym ośrodkom państwowym”. Zostało to nazwane strategią „ciosu w serce państwa”. Choć jej działacze uważali się za głosicieli marksizmu-leninizmu w najczystszej postaci, pod koniec działalności, ideologia formacji przepełniona była neomarksizmem i anarchizmem – stąd też często klasyfikuje się ją jak grupę anarchistyczno-komunistyczną.